# Alfred E. Reames
Alfred Evan Reames, född 5 februari 1870 i Jacksonville, Oregon, död 4 mars 1943 i Medford, Oregon, var en amerikansk demokratisk politiker. Han representerade delstaten Oregon i USA:s senat från februari till november 1938.
Reames studerade först vid University of the Pacific och sedan vid University of Oregon. Han avlade 1893 juristexamen vid Washington and Lee University. Han inledde sedan sin karriär som advokat i Oregon. Han arbetade som distriktsåklagare 1900–1908. Han var dessutom verksam inom gruvdriften och var delägare för Deep Gravel Mining Company. Han var sedan verkställande direktör för timmerföretaget Three Pines Timber Company.
Senator Frederick Steiwer avgick 1938 och Reames blev utnämnd till senaten fram till fyllnadsvalet senare samma år. Reames kandiderade inte i fyllnadsvalet och han efterträddes som senator av Alexander G. Barry.
Reames var frimurare. Han gravsattes på Siskiyou Memorial Park i Medford, Oregon.